# Тийт Алексеев
Тийт Алексеев (на естонски: Tiit Aleksejev) е естонски историк, дипломат, драматург и писател на произведения в жанра драма, трилър, приключенски роман и исторически роман.

## Биография и творчество
Тийт Алексеев е роден на 6 юли 1968 г. в Кохтла-Ярве, Република Естония.
Завършва през 1992 г. с магистърска степен специалност „Средновековна история“ в университета в град Тарту. Член е на студентската патриотична корпорация „Сакала“. След това една година учи в Оксфордския университет по „Програмата за чуждестранни услуги“. В периода 1993 – 1999 г. е преподавател в университета в Тарту. В периода 1999 – 2003 г. е на дипломатическа служба в естонското посолство в Париж, а в периода 2003 – 2006 г. работи за представителството на Естония в Европейския съюз в Брюксел.
Първата му новела „Tartu rahu“ (Мирът на Тарту) от 1999 г. печели годишната награда от естонското литературно списание „Looming“.
Първият му роман „Valge kuningriik“ (Бялото царство) е издаден през 2006 г. Действието на шпионския трилър се развива в Париж и Афганистан през 1980-те години, а главният герой е бивш участник във войната в планинската страна работещ сега в посолството на Естония във Франция. Книгата получава престижната награда „Бети Алвер“ (учредена на името на естонската поетеса).
През 2008 г. е издаден романа му „Поклонничеството“, първа част от трилогията „Хроники на Първия кръстоносен поход“. Действието в романа се развива по време на един от най-дискутираните периоди в историята на Европа и човешката цивилизация – Първия кръстоносен поход. Събитията във времето от 1095 – 1098 г. до падането на Антиохия са пресъздадени през личните преживявания на героите, като отразяват причините, породили идеята за Кръстоносните походи, и пораждат размисъл за отношението между истинската вяра и политическите интриги. Книгата е удостоена с Наградата за литература на Европейския съюз.
За да напише историческите си романи за Първия кръстоносен поход, авторът проучва и събира материали в продължение на десет години.
Пиесата си „Легионери“ от 2010 г. посвещава на загиналите войници на естонския легион по време на Втората световна война и участието им срещу Червената армия, а пиесата му „Крале“ от 2014 г. е за четиримата водачи на естонците убити по време на селското въстание от 1345 г. против германско-датското владичество на страната им.
От 2006 г. е член на Съюза на писателите на Естония, а на 22 април 2016 г. е избран за негов председател.
Тийт Алексеев живее със семейството си в Талин.

## Произведения

### Самостоятелни романи
- Valge kuningriik (2006)

### Серия „Хроники на Първия кръстоносен поход“ (Lugu esimesest ristisõjast)
1. Palveränd (2008) – награда за литература на Европейския съюз
Поклонничеството, изд. „Авангард-принт“ (2013), прев. Дора Янева – Медникарова
2. Kindel linn (2011)
Каменната крепост, изд. „Авангард-принт“ (2015), прев. Дора Янева – Медникарова
3. Müürideta aed (2019)

### Пиеси
- Leegionärid (2010)
- Kuningad (2014)
- Imede aasta (2015)
- SentiMentaalne valss (2017)

### Новели
- Tartu rahu (1999)
- Vahemered (2012)